# あらためまして、THE ポッシボーです! 〜入門編ベスト〜
『あらためまして、THE ポッシボーです! 〜入門編ベスト〜』（あらためまして ザ・ポッシボーです にゅうもんへんベスト）は、2013年3月20日に発売されたTHE ポッシボーのベスト・アルバム。

## 解説
メジャーから初のアルバム・リリースは、インディーズ時代の楽曲も収録したベスト・アルバム。最新リマスタリング音源使用。また、ノン・クレジットで16曲目にシークレット・トラックとして「忘れたら知らんで! シャーク諸塚」が収録されている。
初回分のみ「おたのしみトレカpart2」が封入されていた。

## 収録曲
1. 私の魅力
作詞・作曲：つんく、編曲：オオバコウスケ
2. 旅の真ん中
作詞・作曲：つんく、編曲：高橋諭一
3. 愛してGIVE ME
作詞・作曲：つんく、編曲：山﨑淳
4. 電光石火Baby!
作詞：本上遼、作曲：つんく、編曲：本上遼・原田勝通
5. いじわる Crazy love
作詞・作曲：つんく、編曲：平田祥一郎
6. 乙女ナゾナゾ
作詞・作曲：つんく　編曲：高橋諭一
7. HAPPY 15
作詞・作曲：つんく、編曲：菊谷知樹
8. Family〜旅立ちの朝〜
作詞：つんく、作曲：中島卓偉、編曲：山﨑淳
9. ラヴメッセージ!
作詞・作曲：つんく、編曲：山﨑淳
10. サヨウナラなんて
作詞・作曲：つんく、編曲：田中直
11. LOVE²パラダイス
作詞・作曲：つんく、編曲：平田祥一郎
12. 希望と青春のヒカリ
作詞・作曲：本上遼、編曲：本上遼・原田勝通
13. 幸せの形
作詞・作曲：つんく、編曲：江上浩太郎
14. ヤングDAYS!!
作詞・作曲：つんく、編曲：高橋諭一
15. 桜色のロマンチック
作詞・作曲：本上遼、編曲：本上遼・原田勝通
16. Secret Track（忘れたら知らんで! シャーク諸塚）
作詞・作曲：本上遼